# 李忠民 (1966年)
李忠民（1966年7月—），男，汉族，河南洛阳人，中华人民共和国政治人物。现任陕西省政协副主席，民建陕西省委主委。